# Рибосомний білок L12
Рибосомний білок L12 (англ. Ribosomal protein L12) – білок, який кодується геном RPL12, розташованим у людей на короткому плечі 9-ї хромосоми.  Довжина поліпептидного ланцюга білка становить 165 амінокислот, а молекулярна маса — 17 819.
| 10         |  | 20         |  | 30         |  | 40         |  | 50         |
| ---------- |  | ---------- |  | ---------- |  | ---------- |  | ---------- |
| MPPKFDPNEI |  | KVVYLRCTGG |  | EVGATSALAP |  | KIGPLGLSPK |  | KVGDDIAKAT |
| GDWKGLRITV |  | KLTIQNRQAQ |  | IEVVPSASAL |  | IIKALKEPPR |  | DRKKQKNIKH |
| SGNITFDEIV |  | NIARQMRHRS |  | LARELSGTIK |  | EILGTAQSVG |  | CNVDGRHPHD |
| IIDDINSGAV |  | ECPAS      |  |            |  |            |  |            |

A: Аланін

C: Цистеїн

D: Аспарагінова кислота

E: Глутамінова кислота

F: Фенілаланін

G: Гліцин

H: Гістидин

I: Ізолейцин

K: Лізин

L: Лейцин

M: Метіонін

N: Аспарагін

P: Пролін

Q: Глутамін

R: Аргінін

S: Серин

T: Треонін

V: Валін

W: Триптофан

Цей білок за функціями належить до рибонуклеопротеїнів, рибосомних білків. 
Білок має сайт для зв'язування з РНК. 